# Ричланд (Индијана)
Ричланд (енгл. Richland) град је у америчкој савезној држави Индијана.

## Демографија
По попису из 2010. године број становника је 425.
| Група             | 2000.    | 2010.       |
| Белци             | 0 (0,0%) | 415 (97,6%) |
| Афроамериканци    | 0 (0,0%) | 1 (0,2%)    |
| Азијати           | 0 (0,0%) | 0 (0,0%)    |
| Хиспаноамериканци | 0 (0,0%) | 5 (1,2%)    |
| Укупно            | 0        | 425         |